# Apamea flavistigma
Apamea flavistigma là một loài bướm đêm trong họ Noctuidae.